# Marolt
Marolt je 73. najbolj pogost priimek v Sloveniji, ki ga je po podatkih Statističnega urada Republike Slovenije na dan 31. decembra 2007 uporabljalo 1.518 oseb in na dan 1. januarja 2010 1.516 oseb ter bil po pogostosti uporabe uvrščen na 72. mesto.

## Znani nosilci priimka
- Apolon Marolt, zdravnik internist
- Biserka Marolt Meden (* 1954), sociologinja, direktorica Pediatrične klinike, humanitarka
- Borut Marolt, pevec skupine Niet, pisatelj, vzgojitelj
- Darja Marolt Presen, biotehnologinja in mikrobiologinja
- Doca Marolt, pevka, ustanovna članica Belih Vran
- Drago Marolt (1927–2023), dr. ekonomskih znanosti
- Dušan Marolt, pesnik, pisatelj, urednik
- Erika Marolt, bibliotekarka
- Fran Marolt (1865–1945), učitelj, glasbenik, šolski kartograf, publicist
- Franc Marolt (1893–1981), cerkveni glasbenik, pevec
- France Marolt (1891–1951), glasbenik, etnomuzikolog, zborovodja
- Gaber Marolt, bobnar in besedilopisec (Nude), NLP-coach
- Janez Marolt (1934–2024), strojnik, organizatorik, univ. prof.
- Janez Marolt (1943–2023), zgodovinar, teolog, univ. prof.
- Janez Marolt (* 1981), fotograf
- Janja Božič Marolt, strojkovnjakinja za javno mnenje
- Janko Marolt (?–1936), zdravnik, župan (oče Marijana Marolta)
- Jože Marolt (1924–2009), politik (župan), zgodovinar, muzealec v Celju
- Majda Kuštrin Marolt (1939–1991), zdravnica ginekologinja
- Marica Marolt Gomišček (* 1929), zdravnica infektologinja
- Mario Marolt, glasbenik multiinstrumentalist (tenor saksofon, klarinet, klaviature ...), član Miladojke Youneed
- Marijan Marolt (1902–1972), pravnik, umetnostni zgodovinar in kritik, izseljenski šolnik
- Matija Marolt, strokovnjak za računalniško grafiko in multimedije
- Nande Marolt (1882–1937), šolnik, ravnatelj učiteljišča
- Peter Marolt (* 1965), arhitekt, slikar, ilustrator, pesnik
- Primož Marolt, direktor inšpekcije za kmetijstvo
- Slavko Marolt (* 1951), strojnik
- Sonja Marolt Horvat (1930–2022), gozdarka, dendrologinja
- Svetozar Marolt (1919–1944), skladatelj, partizan
- Tina Marolt (* 1996), nogometašica
- Tomaž Marolt (* 1953), arhitekt in scenograf
- Tončka Marolt (1894–1988), pevka in etnomuzikologinja (zbiralka ljudskih pesmi in plesov)
- Tone Marolt (1914–1980), agronom, kmetijski strojnik
- Vid Marolt (* 1946), gradbenik, informatik
- William C. Marolt (* 1943), ameriški športni delavec (smučar)